# Wasenstadt
Wasenstadt ist ein Stadtteil von Geisenfeld im oberbayerischen Landkreis Pfaffenhofen an der Ilm. Der Weiler liegt circa eineinhalb Kilometer östlich von Geisenfeld und ist über die Bundesstraße 300 zu erreichen.
Am 1. April 1971 wurde Wasenstadt als Ortsteil der bis dahin selbständigen Gemeinde Gaden in die Stadt Geisenfeld eingegliedert.